# Gmina Centar Żupa
Centar Żupa (mac. Центар Жупа, tur. Merkez Jupa) – gmina w zachodniej Macedonii Północnej.
Graniczy z gminami: Struga od południa, Debar od północy i wschodu oraz od zachodu z Albanią.
Skład etniczny
- 80,17% – Turcy
- 12,49% – Macedończycy
- 6,96% – Albańczycy
- 0,38% – pozostali

W skład gminy wchodzą:
- 23 wsie: Centar Żupa, Bajramowci, Bałanci, Bresztani, Brosztica, Crno Boci, Dołgasz, Dołno Mełniczani, Ełewci, Ewła, Gołem Papradnik, Gorenci, Gorno Mełniczani, Kocziszta, Kodżadżik, Mał Papradnik, Novak, Odżowci, Osołnica, Pareszi, Prałenik Własići, Żitineni.